# Fr. 24369
I due manoscritti Fr. 24369 e Fr. 24370 (noti come B1 e B2) vennero redatti intorno al XIV secolo e sono oggi conservati nella Biblioteca nazionale di Francia, rue de Richelieu a Parigi. Appartengono ad un ramo della tradizione più recente rispetto alla famiglia dei manoscritti A.
La rilegatura del primo volume è stata oggetto di un restauro nel 1974, il secondo volume non è ancora stato restaurato. La numerazione delle pagine è stata fatta in seguito alla perdita di alcuni fogli, dal momento che non viene tenuto conto della mancanza del finale dell'Enfances Renier e della parte iniziale del Moniage Guillaume.

## Contenuto di Fr. 24369
B1 raccoglie principalmente le gesta dei figli di Aymeri:
- Aymeri de Narbonne
- Narbonnais con le Enfances Guillaume annunciate dalla rubrica "Coment li rois manda Aymeri que il li envoiast de ses enfans"
- Couronnement de Louis, annunciato dalla rubrica "Coment Loys fu coronez a Ais de par Guillaume"
- Charroi de Nimes seguita dalla Prise d'Orange annunciati da "Ci comence li Charois de Nimes"
- inizio dell'Enfances Vivien annunciato da "Coment Marados parole a Guerin"
- Siège de Barbastre annunciato da "Ci après comence li Sieges de Barbastre. Incidences"
- Guibert d'Andrenas annunciato da "Coment Aymeri dona sa terre a son fillueil et coment Guibers fu roi d'Andrenas"
- la fine dell'Enfances Vivien detto Le Covenant Vivien annunciato da "Ci comence de Vivien coment il fu marcheans et coment il ocist Marados"
- Chevalerie Vivien annunciato da "Coment Viviens fu fais chevaliers"
- Aliscans annunciato da "La Bataille d'Aleschans"
- Bataille Loquifer annunciato da "Coment Renouart parole a celz de la nef"

## Contenuto di Fr. 24370
B2 raccoglie le gesta del gigante Rainouart (amico di Guglielmo d'Orange e fratello di Guiborc), di suo figlio Maillefer e di suo nipote Renier.
- l'inizio del Moniage Rainouart annunciato da "Coment Poupaillairs fu refaite"
- Mort d'Aymeri annunciata da "Incidences. Ici commence la Bataille de Sagytaires et la Mort d'Aymeri"
- la fine del Moniage Rainouart, diviso in due episodi: il ritiro di Rainouart annunciato da "Ci endroit fine li livres de la fin d'Aymeri et d'Ermengart et de pluseurs de lour enfans et retourne a conter de Renuart qui estoit moines"; e il combattimento di Reinouart e di suo figlio Maillefer annunciato da " Comment Maillefers ariva a Poupaillart et comment il se combati a Renuart son pere"
- Enfances Renier, private della fine ed annunciate da "Coment Reniers, li fils Maillefer, fu nez et quel destinees les fees li donnerent"
- la redazione lunga del Moniage Guillaume, acefala.

Nei due manoscritti mancano Garin de Monglane, Foucon de Candie e Girart de Vienne.